# Universidade Nacional de Mar del Plata

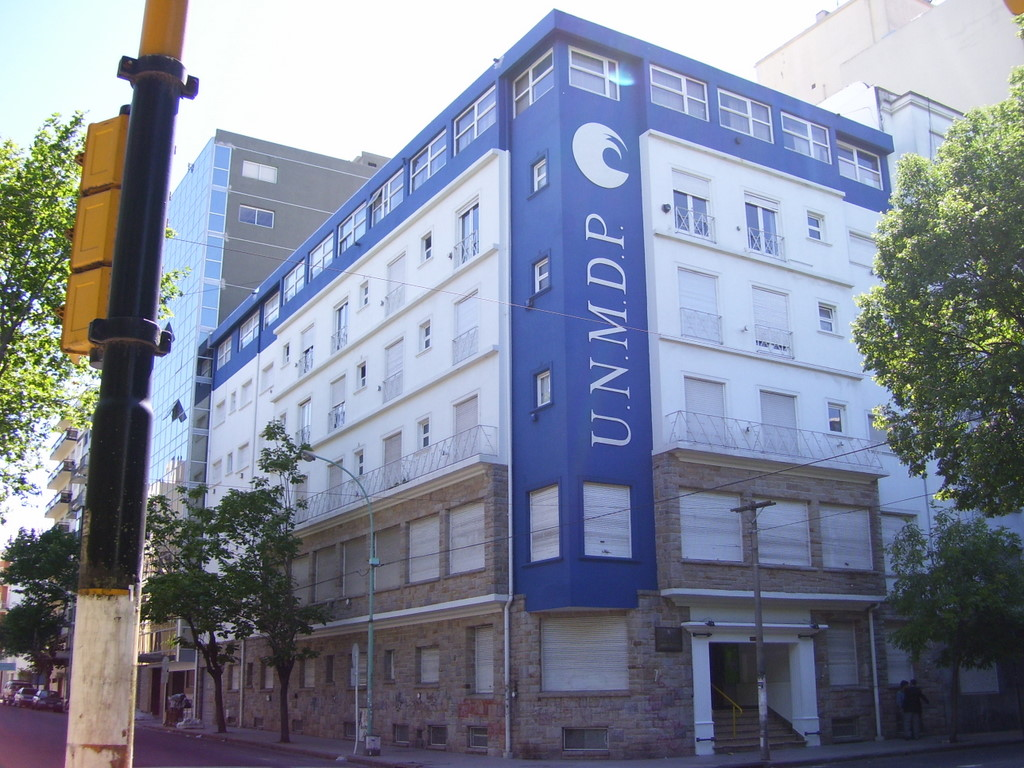
Reitoria da UNMDP

A Universidade Nacional de Mar del Plata (Universidad Nacional de Mar del Plata, UNMDP) é uma  universidade pública argentina, com sede na cidade de Mar del Plata, Província de Buenos Aires. 
Foi fundada em 1975 como parte do programa que buscava reorganizar a educação superior na Argentina.
Apresenta nove faculdades: Arquitetura, Urbanismo e Desenho, Ciências Agrárias, Ciências Econômicas e Sociais, Ciências Exatas e Naturais, Ciências da Saúde e Serviço Social, Direito, Humanas, Engenharia e Psicologia. Também  está a seu  cargo o Colégio Nacional Dr. Arturo Illia.